# Tyčový sběrač proudu

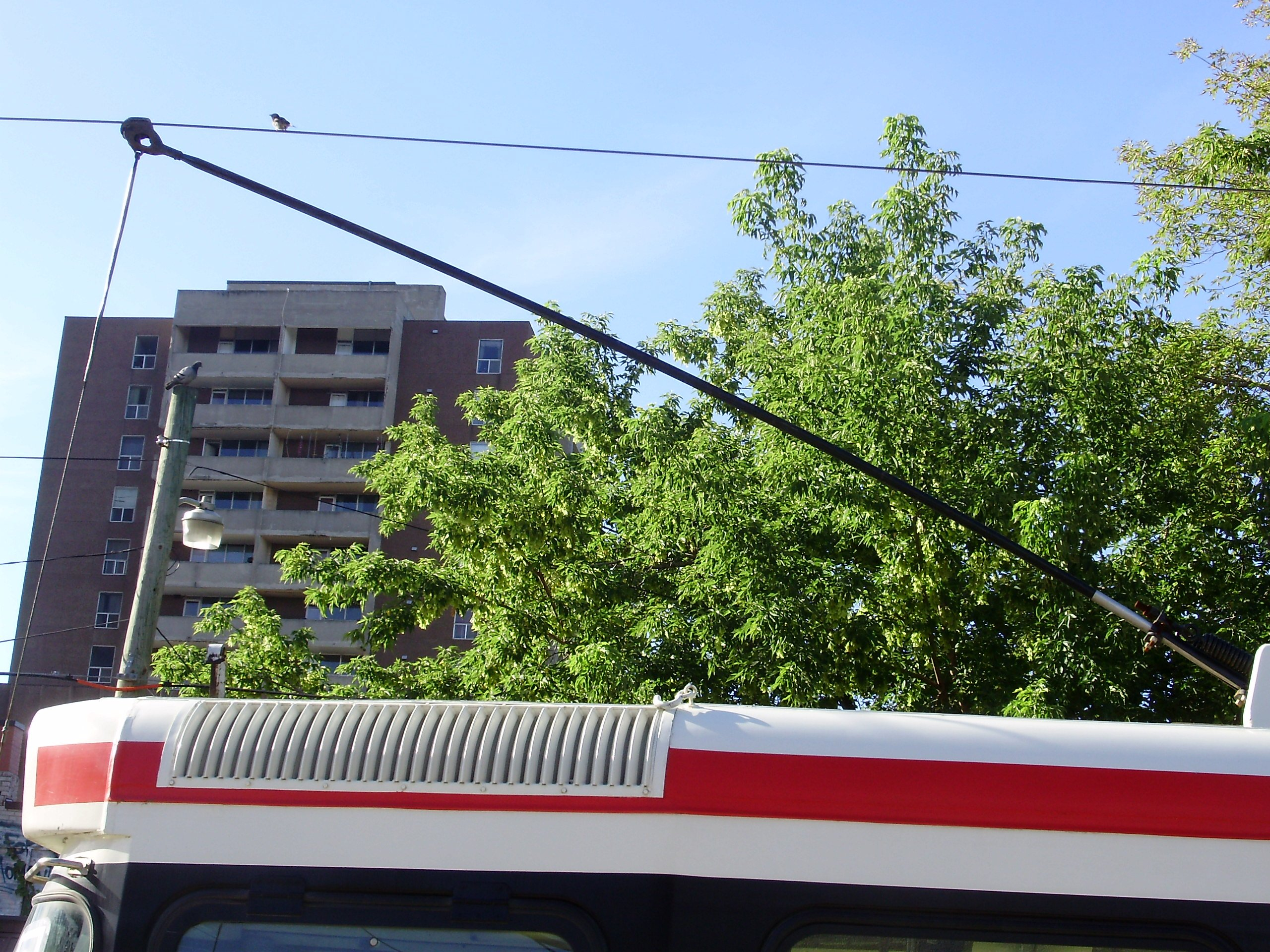
Tyčový sběrač na tramvaji v Torontu

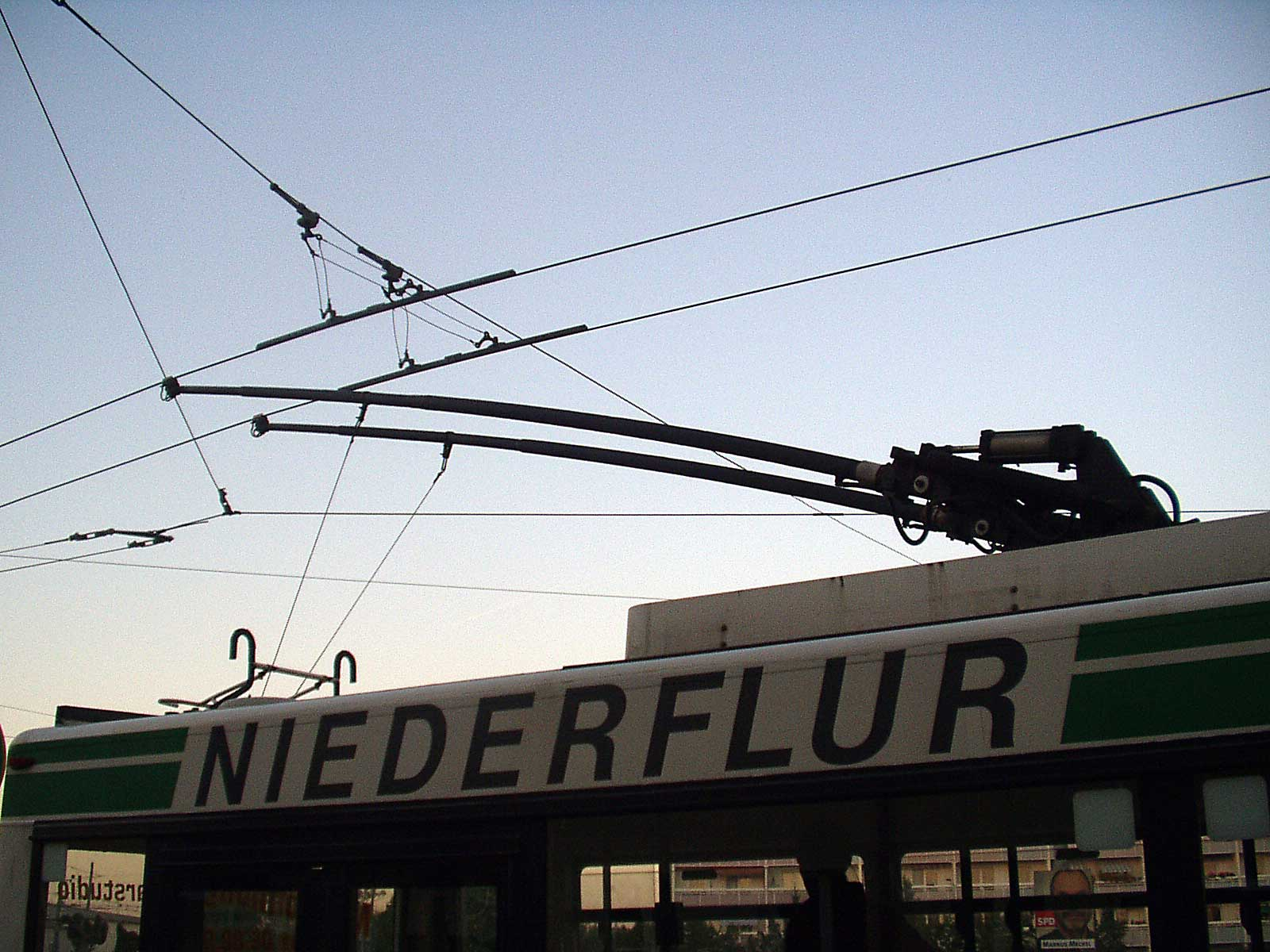
Tyčové sběrače na trolejbusu

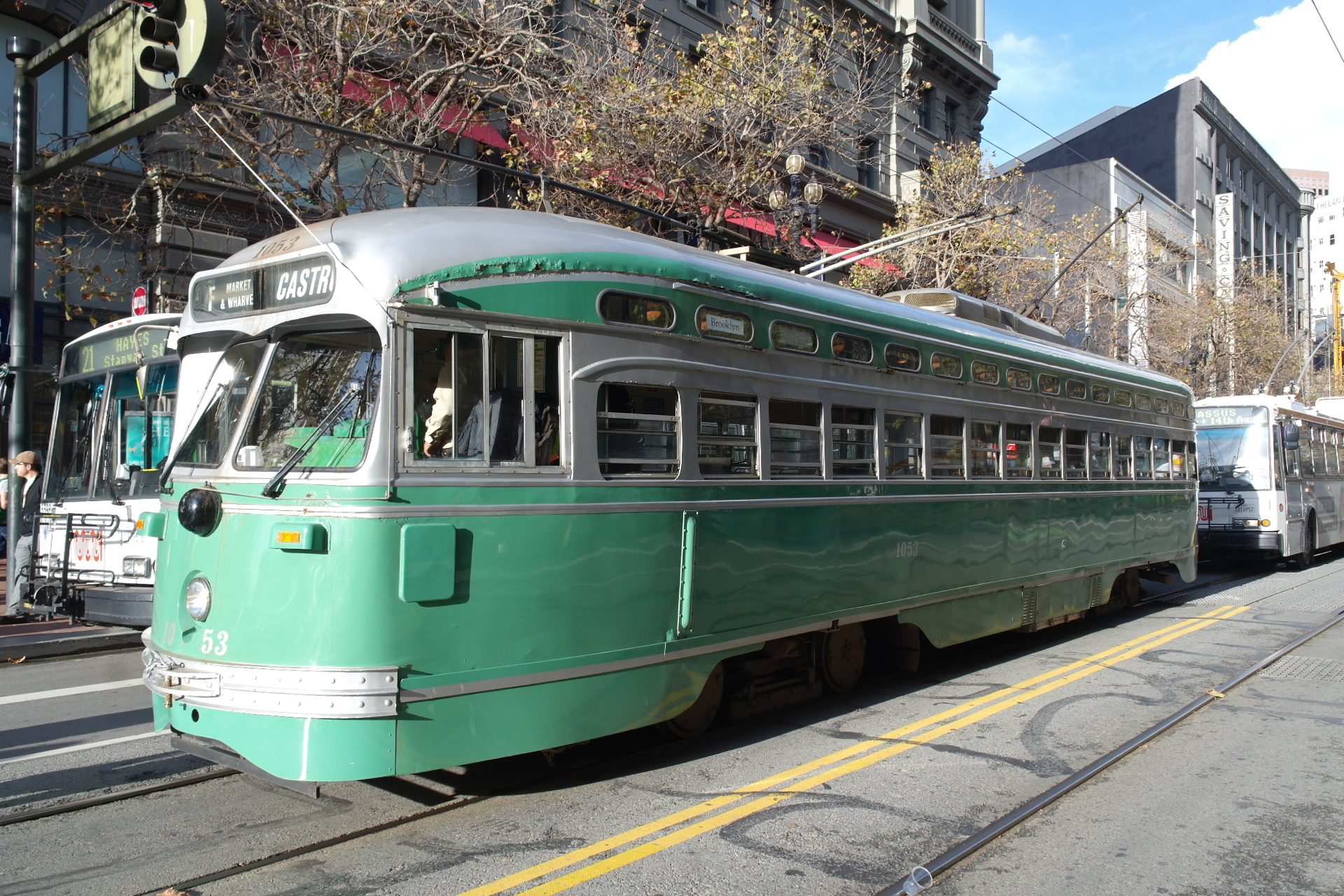
Historická tramvaj PCC v San Franciscu se dvěma tyčovými sběrači pro oba směry jízdy

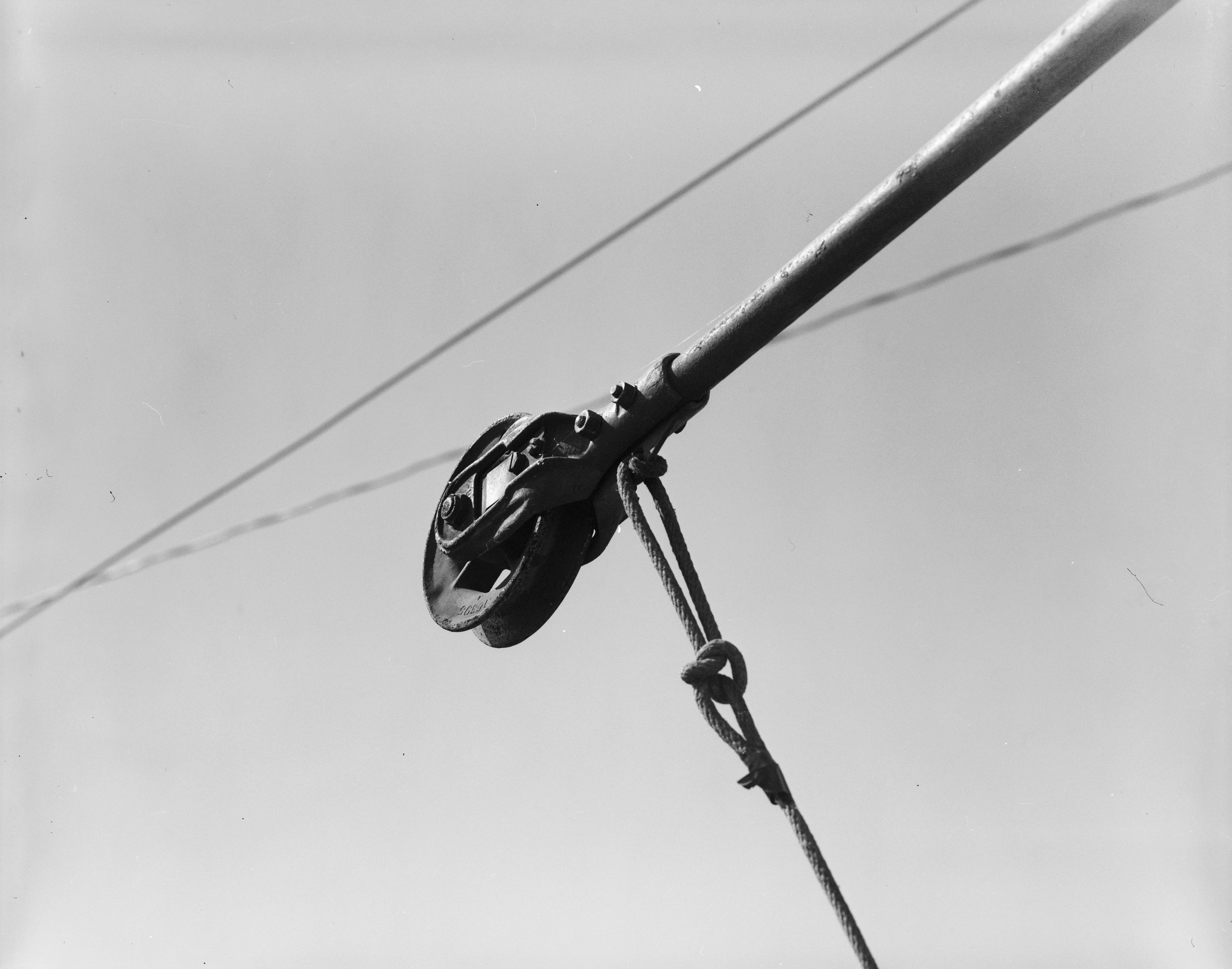
Kladka na konci tyčového sběrače

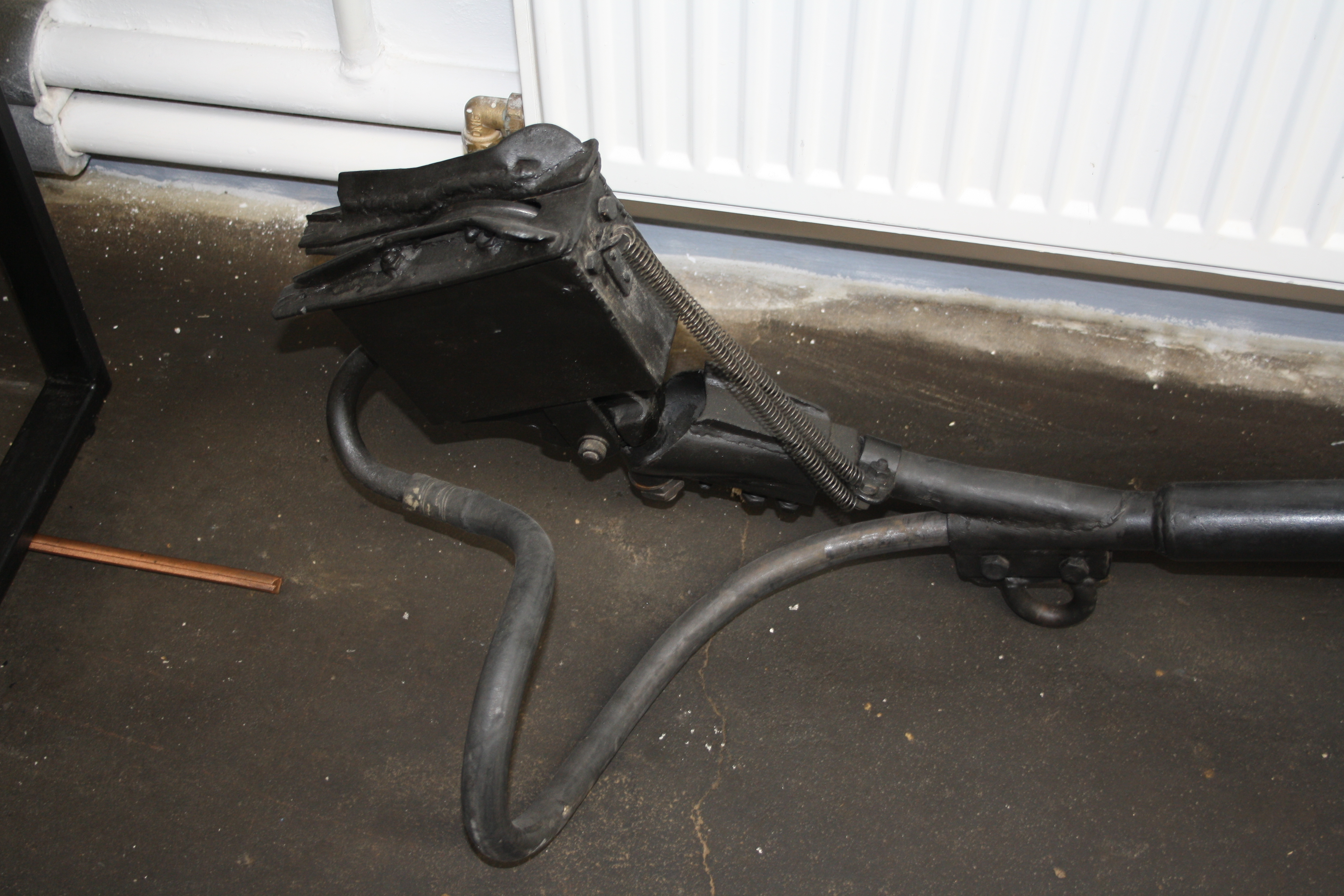
Mazací kladka užívaná v pražské tramvajové síti - exponát Muzea MHD v Praze

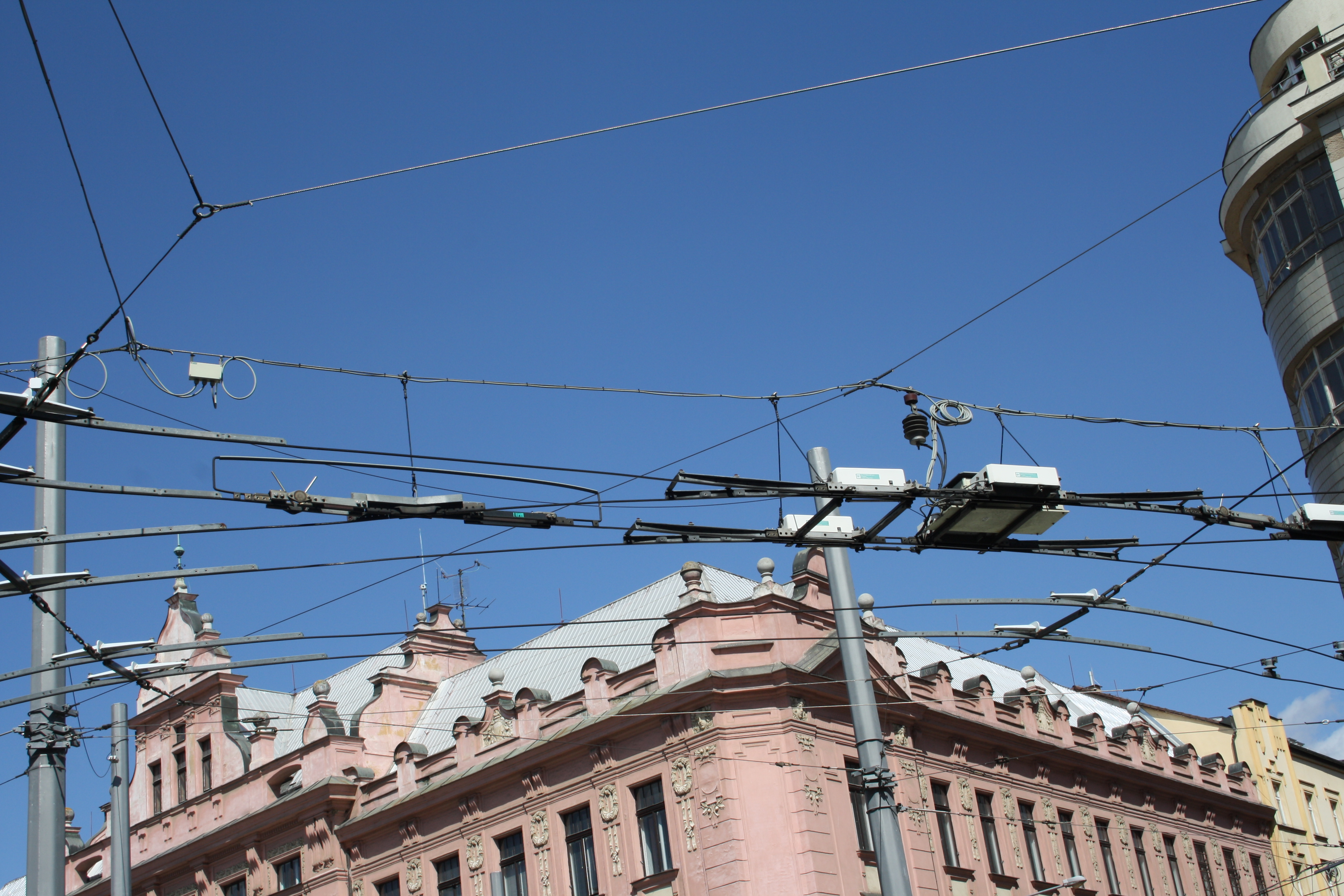
Vzdušné výhybky na trolejbusovém vedení

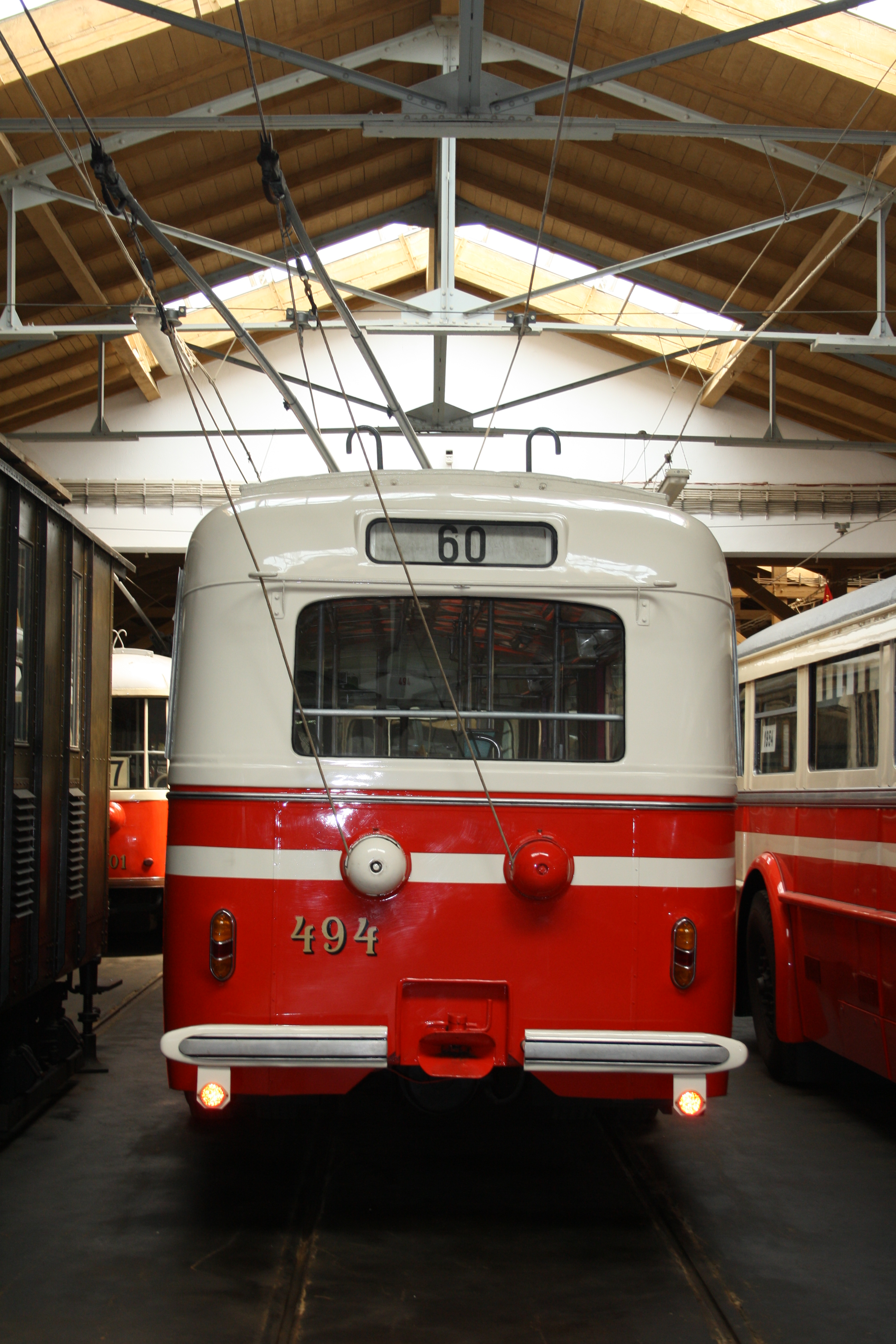
Stahováky sběračů na muzejním vozidle (Škoda 8Tr)

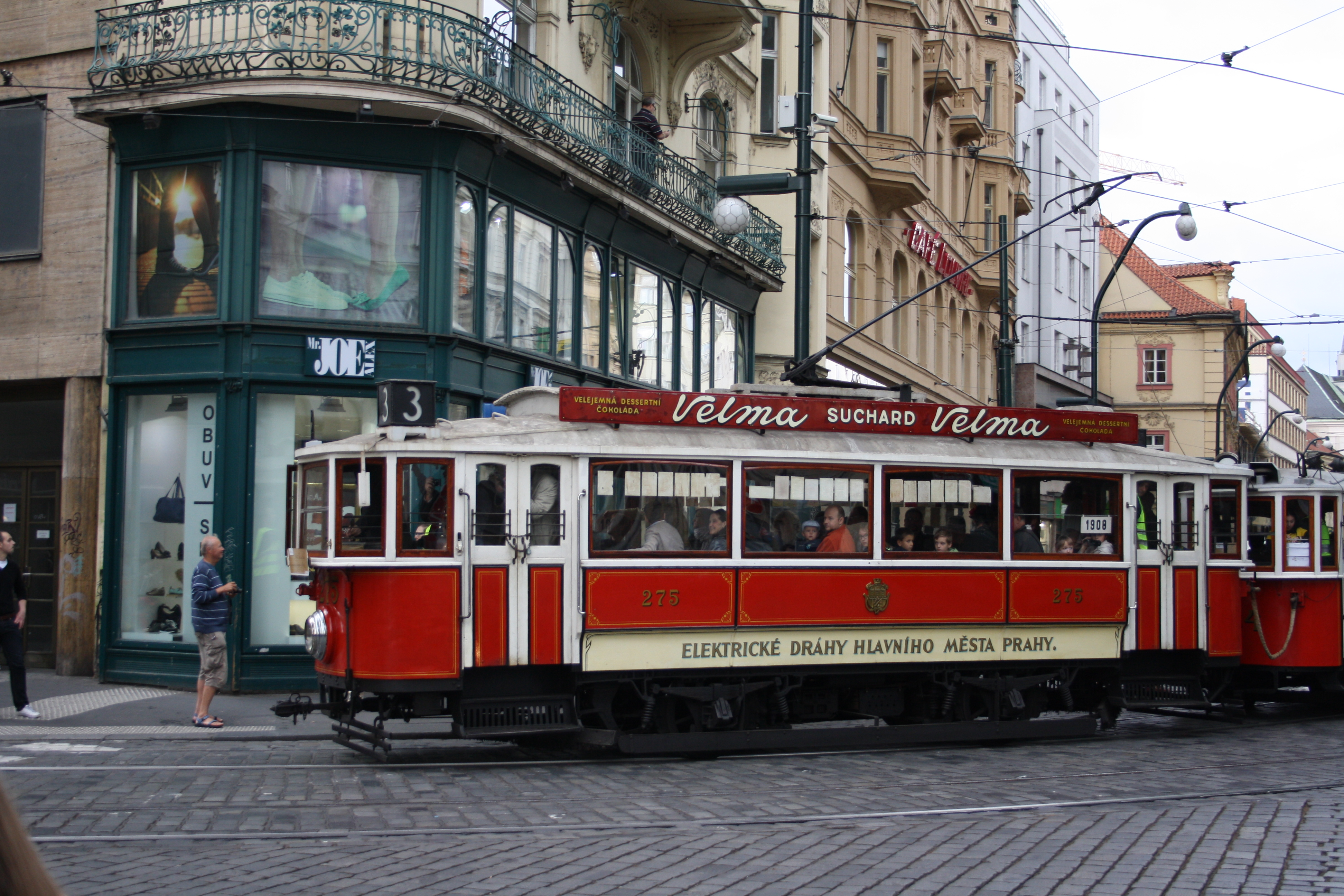
Tyčový sběrač historického vozidla doplněný sběrací lištou

Tyčový sběrač proudu je zařízení pro odběr proudu z vrchního (trolejového) vedení. Historicky byl užíván především u tramvají a trolejbusů jako zařízení k odběru stejnosměrného proudu, dále u některých manipulačních zařízení jako jsou mostové jeřáby nebo přesuvny k odběru střídavého, třífázového proudu. U trolejbusů je dosud nejrozšířenějším způsobem odběru proudu.

## Historie vzniku
Jedním z předchůdců tyčového sběrače byl u prvních trolejbusů vozík, který byl usazen svrchu na trolejových drátech a pojížděl po nich. Vozík byl kabelem propojen s vozidlem. V některých konstrukcích měl vozík vlastní pohon elektromotorem, později převládla jednodušší konstrukce, při které byly elektrické kabely připevněny k pomocnému lanku. Vozidlo táhlo pomocí lanka trolejový vozík za sebou.
Využitím tyčového sběrače proudu s odběrem z vrchního vedení zavěšeného v ose jízdní cesty se zabýval americký podnikatel a vynálezce Frank J. Sprague. Využil tento typ sběrače u vozidel pro elektrickou tramvaj zprovozněnou v únoru 1888 v Richmondu ve Virginii. Ve stejnou dobu řešil stejný problém jiný americký vynálezce Charles Joseph Van Depoele. Ten předvedl funkční vzorek na dráze v Torontu na podzim 1885.
V Evropě ve stejnou dobu hledal Werner von Siemens patentově čisté řešení k odběru proudu z vrchního vedení. Výsledkem byla konstrukce lyry (také třmenový nebo smyčcový sběrač). Zatímco u trolejbusů zůstal tyčový sběrač nejvýznamnějším typem sběrače, u tramvají byly postupně jak tyčový, tak lyrový sběrač nahrazeny pantografem. Tyčový sběrač, lyra i pantograf jsou mechanicky přitlačovány k trolejovému vedení zespodu, což ovlivňuje způsob zavěšení vedení. Souběžný provoz vozidel s odlišnými druhy sběračů pod stejným trolejovým vedením není bezproblémový.

## Technický popis

### Základ koncepce
Základem tyčového sběrače je tyč proměnlivého průřezu upevněná pohyblivě na střeše vozidla. V provozní poloze směřuje tyč šikmo vzhůru. Tyč je zakončena sběracím ústrojím (kladkou nebo botkou), které přitlačuje zespodu na trolejový drát. Sběrač je trolejovým drátem směrově veden. V místech rozvětvení a křížení musí být na vedení umístěny vzdušné výhybky ovládané například dálkově řidičem vozidla. Polarita napětí v tramvajové troleji se volí tak, aby bludné proudy unikající případně z kolejnic tvořících druhý pól soustavy co nejméně ovlivňovaly kovové konstrukce v zemi. V tramvajových provozech v Česku (mimo Brno a Ostravu) je v troleji kladný pól, v kolejnicích záporný. Při souběhu tramvajové a trolejbusové sítě se užívají společné nosné prvky (převěsy, výložníky). Obvykle je v trolejbusovém vodiči sousedícím s tramvajovou trolejí stejná polarita. 

### Umístění sběrače na vozidle
U obousměrných tramvajových vozů byla základna tyčového sběrače umístěna uprostřed délky vozidla. Na konečných, kde nebyly smyčky, bylo nutné celý sběrač otočit do správného směru. U delších vozidel, jakými byla i nejstarší provedení PCC tramvají, by vycházel sběrač nepřiměřeně dlouhý a tak byly u některých vozidel montovány dva sběrače, pro každý směr jízdy jeden. 

### Sběrací ústrojí
Nejstarší provedení tyčových sběračů byla zakončena mosazným nebo bronzovým kolečkem s drážkou po obvodu, tzv. kladkou. Kolečko bylo uloženo v grafitových ložiskách a za provozu se otáčelo velkými otáčkami. Kladka se rychle opotřebovávala, životnost byla jen několik dní provozu. Uchycení kladky neumožňovalo natočení vůči trolejovému drátu. Při vychýlení vozidla nebo směrových zlomech ve vedení trolejového drátu hrozilo vypadnutí kladky z vedení. Především pro trolejbusy byla vyvinuta sběrací hlavice kluzného typu s vyměnitelnou vložkou z kompozitních materiálů. Tato hlavice, často nazývaná „botka“ je uchycena otočně kolem svislé osy. Spolupráce otočné hlavice a otočné základny tyče na střeše vozidla dovoluje pružné sledování trolejového drátu a odchylku vozidla až několik metrů od ideální stopy. Dobré zkušenosti s touto konstrukcí sběracího ústrojí vedly k jeho zavedení i v tramvajových provozech. 
Běžně užívané vložky jsou výlisky z práškového grafitu s přídavkem parafínu, jsou samomazné. Slangově se označují jako „uhlíky“. Existují i jiné typy vložek, například ze směsi práškové mědi a grafitu. Složení materiálu vložek ovlivňuje opotřebení trolejového drátu.
V době používání kladek na tyčových sběračích se hledala cesta, jak zajistit spolehlivý kontakt kladky a trolejového drátu. Jedním ze způsobů bylo mazání trolejového drátu směsí loje a grafitu. V tramvajovém provozu v Praze jezdila několik desetiletí upravená tramvaj, která měla tyčový sběrač s přívodem mazací směsi a během nočních jízd nanášela mazadlo na trolejový drát. Tato mazací tramvaj zůstala v provozu i v době, kdy pražské tramvaje už byly vybaveny pantografy s hliníkovou sběrací lištou. Mazání mělo omezit opotřebení trolejového drátu.

### Stahováky
Jsou pomocná zařízení ke kontrole přítlaku tyčového sběrače k trolejovému vedení. Na volném horním konci sběrače je připevněno lano, jehož druhý konec je navinutý na cívce stahováku. Cívka je připevněna k pružině, která při prudkém uvolnění lana (vypadnutí sběrače z drátů) navine lano a strhne tak tyčový sběrač do vodorovné polohy. Zabrání se poškození trolejového vedení i sběrače. Lano slouží i k manipulaci se sběračem při nasazování na trolej.
Při zavádění moderních trolejbusů v Československu v roce 1936 byly ještě prototypy Tatra T86 a Škoda 1Tr bez stahováků a s kladkou. K nasazování sběračů na trolejové vedení sloužila skládací tyč z izolačního materiálu, kterou trolejbus vozil s sebou. Už po krátkém provozu byly na oba vozy dosazeny stahováky a kladka zaměněna za botku.

## Tyčové sběrače na muzejních vozidlech
V muzejních sbírkách se nacházejí i vozidla věrně zrekonstruovaná do původního stavu. V některých případech včetně původního provedení tyčového sběrače s kladkou. Provozovat taková vozidla na trolejové síti přizpůsobené moderním pantografovým sběračům není možné pro klikatost trolejového vedení. Muzejní vozidla mohou být přizpůsobena osazením dodatečné sběrací lišty na horní konce tyčového sběrače, takže původní kladka je vyřazena z funkce a v kontaktu s trolejovým drátem je jen lišta. Další možností, jak provozovat vozidlo s historickým tyčovým sběračem na moderní síti, je člen vlakové čety, který jede v otevřeném přívěsném voze, průběžně sleduje tyčový sběrač a v případě potřeby ho nasazuje na trolej.

## Jiné užití tyčového sběrače
Tyčové sběrače byly užívány také ve starších konstrukcích mostových jeřábů v továrních halách. Souběžně s kolejnicí, po které pojíždí most jeřábu, byly nataženy trolejové dráty. Tyčové sběrače zakončené kladkou odebíraly proud pro napájení pohonu mostu i jeřábové kočky. Protože jeřábová kočka se pohybuje na mostu, musí mít vlastní systém napájení, například vlečným kabelem. Pro pohony mostu i jeřábové kočky jsou použity třífázové motory, pro odběr proudu je nutné montovat tři nebo čtyři tyčové sběrače v řadě.